# Seznam norveških skladateljev
Seznam norveških skladateljev.

## A
- Kim André Arnesen

## B
- Hjalmar Borgstrøm

## D
- Isaj Dobroven

## G
- (Jan Garbarek)
- Ola Gjeilo
- Edvard Grieg
- Agathe Backer Grøndahl
- Olaus Andreas Grøndahl
- Eivind Groven
- Sigmund Groven
- Rolf Arvind Gupta
- Tord Gustavsen

## H
- Johan Halvorsen
- Anders Heyerdahl (1832–1918)

## J
- Sigurd Jansen

## K
- Kjell Karlsen (1931-2020)
- Halfdan Kjerulf /Halvdan Kjerulf
- Iver Kleive
- Carsten Klouman

## L
- Thorvald Lammers
- Herman Severin Løvenskiold
- Rolf Løvland

## M
- Andreas Munch

## N
- Arne Nordheim
- Rikard Nordraak
- Knut Nystedt

## O
- Carl Gustav Sparre Olsen
- Ole Olsen

## R
- Alexander Rybak

## S
- Harald Sæverud (1897-1992)
- Gerhard Schjelderup
- Christian Sinding
- Johan Svendsen

## T
- Thomas Tellefsen
- Geirr Tveitt

## W
- Rolf Wallin